# Sopronújlak
Sopronújlak (régi: Nyujtál, németül: Neutal, horvátul: Najtolj) község Ausztriában, Burgenland tartományban, a Felsőpulyai járásban.

## Fekvése
Felsőpulyától 7 km-re északnyugatra a Csávai-patak völgyében fekszik. A falutól nyugatra halad el S31 gyorsforgalmi út, a csomópontjában kialakított gazdasági területek mellett. Vasúti megállója a Sopron–Kőszeg-vasútvonalon volt.

## Története
A régészeti leletek tanúsága szerint már a kőkorszakban éltek itt emberek. A vonaldíszes kultúra településének nyomait tárták itt fel. A vaskorban környéke a barnavasérc lelőhelye volt, így az i. e. 800 körüli időben, majd a hallstatt-korban is állt itt emberi település. A római korban a terület Pannónia tartományhoz tartozott. A német lakosság a 800 körüli időben Nagy Károly korában jelent itt meg.
A mai települést 1270-ben "Villa Geotan" néven említik először. Ez a név a későbbiekben nagy átalakuláson ment át. 1368-ban "Deutan", 1394-ben "Dewtal", 1425-ben "Deutal" alakban tűnik fel. 1482-ra a kezdőbetű már n-re változott és "Newthall" alakban szerepel. Ebben az időben a falu a lánzséri uradalom része volt. 1529-ben és 1532-ben felégette a török, ezután a lakosság pótlására horvátokat telepítettek ide. 1622-ben az Esterházy család lett a birtokosa. 1683-ban újabb török támadás érte, majd a Rákóczi-szabadságharc idején kuruc csapatok dúlták. A 18. század további részében a lakosság száma növekedett. 1867-ig Nyujtál neve volt. 1867-ben hivatalos neve Sopronújlak lett.
1910-ben 989, túlnyomórészt német lakosa volt. A trianoni békeszerződésig Sopron vármegye Felsőpulyai járásához tartozott, majd 1921-ben Ausztriához került. A két világháború között nagy volt a munkanélküliség, abban az időben munkanélküli hivatal is működött itt. A háborút követően a település gyorsan fejlődött, kiépült az infrastruktúra, új utcák létesültek. Az 1970-es években megújult a népiskola, sportlétesítmények, fürdő, szabadidőközpont épült teniszpályákkal. 1981-ben felépült a községi hivatal.
2001-ben 1027 fős lakosából 983 német, 6 szlovák, 11 horvát, 1 cseh, 26 fő egyéb nemzetiségű volt.

## Gazdaság és infrastruktúra
Az 1970-es évek közepén született meg a település ipari övezete. 1975-ben rakta le az alapkövet a "Pfnierrel & Co Kft" szorosan együttműködve az önkormányzattal. Ezt követően további cégek telepedtek meg a településen, miközben a szakképzési és továbbképzési központ alakult kiszolgálva a vállalkozásokat. Az ipari vállalkozások között a fémipari, tetőfedő cégek is megerősödtek pl.: "MA-TEC". 1999-ben a „Rathmanner” tető- és homlokzatépítő cég is ide helyezte  telephelyét.
A települést erősítette az S31 gyorsforgalmi út és csomópontjának megépítése. A gyorsforgalmi út Felsőpulyáig való későbbi meghosszabbítása lehetővé tette a falu főutcájának a visszaépítését, kellemessé téve a községi arculatot, csillapítva a korábbi forgalmat.
További mérföldkő volt a gyorsforgalmi út mellett 2002-ben felavatott Közép-burgenlandi Technológiai Centrum átadása. Emellett újabb kisebb vállalkozások jelentek meg a településen elsősorban az elektronika és fémipar területéről.
A község az egykori Sopron–Kőszeg-vasútvonal mellett fekszik (ÖBB), melyen már csak teherforgalom üzemel Felsőlászlóig. Egykori vasúti megállója elbontásra került.

## Nevezetességei
- Modern római katolikus temploma.
- Szent Vendel kápolna.
- Drezinatúra.[3]

## Külső hivatkozások
- Hivatalos oldal
- Sopronújlak az Osztrák Statisztikai Hivatal honlapján